# Eterusia repleta
Eterusia repleta là một loài bướm đêm thuộc họ Zygaenidae. Nó được tìm thấy ở Thái Lan và Ấn Độ.
Sải cánh dài khoảng 78 mm.